# Тузі (Чорногорія)
Тузі (чорн. Tuzi, Тузи, босн. Tuzi, алб. Tuzi) — поселення у Чорногорії, центр муніципалітету, розташоване уздовж головної дороги між містом Подгориця і кордоном з Албанією, всього в декількох кілометрах на північ від Скадарського озера. Населення — 4 857 (2011), з них майже всі мають албанське походження.
За переписом 2003 населення складало 3789 осіб (за переписом 1991 — 2886 жителів). Розташоване за 10 км на південний схід від столиці країни. Здобуло популярність у 1911 році, коли албанці, які боролись за незалежність від Османської імперії, поставили на прилеглій горі прапор Албанії. Тим не менш, Тузі з часом увійшло до складу Чорногорії. Етнічні албанці продовжують становити більшість (59,4 %) населення Тузі (2003). З часом, однак, частина і них, у першу чергу мусульмани, перейшла на сербохорватську мову і прийняла босняцьку етнічну самосвідомість (28 %). Чорногорці і серби (8 %) нечисленні. На відміну від більшості албанців Чорногорії, серед сучасних етнічних албанців Тузі переважають католики, що складають 50 % населення міста. Іслам сповідує близько 48 % жителів, решта православні. Незважаючи на близькість до столиці, у місті традиційно високе безробіття (20 %), яка частково пояснюється дискримінацією за національною і релігійною ознаками.
Через Тузі проходить залізниця в Албанію.
| Чорногорія | Це незавершена стаття з географії Чорногорії. Ви можете допомогти проєкту, виправивши або дописавши її. |